# 룰루 (가수)
룰루(영어: Lulu 1948년 11월 3일 ~ )는 영국 스코틀랜드의 가수이자 배우이다.
최근에는 가수로 활동하고 있지만 배우로서도 유명해서, 1967년의 영화 《언제나 마음은 태양》(To Sir, with Love)은 룰루를 대중에게 알린 작품이 되었고 사운드트랙에 수록된 〈To Sir With Love〉는 룰루가 직접 불러 빌보드 차트에서 5주 연속 1위를 기록한 데 이어 1967년 연말결산 차트에서도 1위에 오르며 대표적인 히트곡 중 하나로 자리잡았다.
1969년에는 유로비전 송 콘테스트에서 〈Boom Bang-a-Bang〉으로 우승을 차지하여 본격적으로 가수로서 활동을 시작한다.

## 서훈
- 2000년 대영 제국 훈장 4등급(OBE) 수훈[1]